# Alpiner Skiweltcup 2018/19
Der Alpine Skiweltcup 2018/19 begann am 27. Oktober 2018 und endete am 17. März 2019.
Der Weltcupauftakt wurde am 27. Oktober 2018 in Sölden (Österreich) ausgetragen. Während den 45. Alpinen Skiweltmeisterschaften vom 5. bis 17. Februar 2019 in Åre (Schweden) wurde die Saison unterbrochen. Das Weltcupfinale wurde vom 13. bis 17. März 2019 in Soldeu (Andorra) ausgetragen.
Als Wettbewerbe fanden bei den Herren 38 Rennen an 20 Orten, bei den Damen 35 Rennen an 19 Orten und im Mixed ein Mannschaftswettbewerb statt. Als Sieger gingen Marcel Hirscher (Österreich) bei den Herren, Mikaela Shiffrin (Vereinigte Staaten) bei den Damen und Österreich im Nationencup hervor.

## Weltcupwertungen

### Gesamt
| Rang | Name                          | Punkte |
| ---- | ----------------------------- | ------ |
| 01.  | Marcel Hirscher               | 1546   |
| 02.  | Alexis Pinturault             | 1145   |
| 03.  | Henrik Kristoffersen          | 1047   |
| 04.  | Dominik Paris                 | 0950   |
| 05.  | Vincent Kriechmayr            | 0739   |
| 06.  | Beat Feuz                     | 0722   |
| 07.  | Mauro Caviezel                | 0696   |
| 08.  | Aleksander Aamodt Kilde       | 0651   |
| 09.  | Marco Schwarz                 | 0560   |
| 10.  | Manuel Feller                 | 0558   |
| 11.  | Daniel Yule                   | 0551   |
| 11.  | Clément Noël                  | 0551   |
| 13.  | Kjetil Jansrud                | 0537   |
| 14.  | Ramon Zenhäusern              | 0521   |
| 15.  | Loïc Meillard                 | 0502   |
| 16.  | Christof Innerhofer           | 0501   |
| 17.  | Matthias Mayer                | 0496   |
| 18.  | Victor Muffat-Jeandet         | 0481   |
| 19.  | Johan Clarey                  | 0434   |
| 20.  | Aksel Lund Svindal            | 0419   |
| 21.  | Max Franz                     | 0408   |
| 22.  | Žan Kranjec                   | 0399   |
| 23.  | Josef Ferstl                  | 0353   |
| 24.  | Marco Odermatt                | 0334   |
| 24.  | Dave Ryding                   | 0334   |
| 26.  | Manfred Mölgg                 | 0333   |
| 27.  | Hannes Reichelt               | 0302   |
| 28-. | André Myhrer                  | 0300   |
| 29.  | Matts Olsson                  | 0296   |
| 30.  | Thomas Fanara                 | 0289   |
| 31.  | Michael Matt                  | 0288   |
| 32.  | Bryce Bennett                 | 0258   |
| 32.  | Adrien Théaux                 | 0258   |
| 34.  | Adrian Smiseth Sejersted      | 0243   |
| 35.  | Mathieu Faivre                | 0239   |
| 36.  | Rasmus Windingstad            | 0234   |
| 37.  | Christian Hirschbühl          | 0230   |
| 38.  | Felix Neureuther              | 0224   |
| 39.  | Riccardo Tonetti              | 0223   |
| 40.  | Leif Kristian Nestvold-Haugen | 0222   |
| 41.  | Tommy Ford                    | 0221   |
| 42.  | Stefan Luitz                  | 0207   |
| 43.  | Otmar Striedinger             | 0204   |
| 44.  | Travis Ganong                 | 0203   |
| 45.  | Štefan Hadalin                | 0194   |
| 46.  | Steven Nyman                  | 0188   |
| 47.  | Luca De Aliprandini           | 0170   |
| 48.  | Gino Caviezel                 | 0169   |
| 49.  | Thomas Tumler                 | 0163   |
| 50.  | Sebastian Foss Solevåg        | 0161   |
| 51.  | Ted Ligety                    | 0158   |
| 52.  | Benjamin Thomsen              | 0147   |
| 53.  | Ryan Cochran-Siegle           | 0145   |

| Rang | Name                   | Punkte |
| ---- | ---------------------- | ------ |
| 54.  | Trevor Philp           | 135    |
| 55.  | Giuliano Razzoli       | 131    |
| 56.  | Brice Roger            | 130    |
| 57.  | Christian Walder       | 128    |
| 58.  | Carlo Janka            | 123    |
| 59.  | Stefano Gross          | 116    |
| 60.  | Filip Zubčić           | 112    |
| 61.  | Thibaut Favrot         | 111    |
| 61.  | Istok Rodeš            | 111    |
| 63.  | Jean-Baptiste Grange   | 108    |
| 64.  | Emanuele Buzzi         | 102    |
| 65.  | Cédric Noger           | 096    |
| 66.  | Martin Čater           | 095    |
| 66.  | Albert Popow           | 095    |
| 68.  | Johannes Strolz        | 093    |
| 69.  | Niels Hintermann       | 091    |
| 69.  | Julien Lizeroux        | 091    |
| 71.  | Gilles Roulin          | 085    |
| 72.  | Nils Allègre           | 083    |
| 73.  | Marc Digruber          | 081    |
| 73.  | Elias Kolega           | 081    |
| 75.  | Matteo Marsaglia       | 079    |
| 76.  | Matthieu Bailet        | 078    |
| 77.  | Mattia Casse           | 077    |
| 77.  | Luca Aerni             | 077    |
| 79.  | Christoph Krenn        | 072    |
| 80.  | Daniel Danklmaier      | 071    |
| 81.  | Pawel Trichitschew     | 070    |
| 81.  | Alexander Schmid       | 070    |
| 83.  | Sandro Simonet         | 069    |
| 83.  | Erik Read              | 069    |
| 83.  | Alexander Choroschilow | 069    |
| 86.  | Mattias Hargin         | 067    |
| 86.  | Boštjan Kline          | 067    |
| 88.  | Matej Vidović          | 066    |
| 89.  | Thomas Dreßen          | 065    |
| 90.  | Romed Baumann          | 063    |
| 91.  | Dominik Schwaiger      | 061    |
| 92.  | Klemen Kosi            | 060    |
| 93.  | Andreas Sander         | 058    |
| 94.  | Alex Vinatzer          | 057    |
| 95.  | Tanguy Nef             | 056    |
| 95.  | Dominik Stehle         | 056    |
| 97.  | Stefan Brennsteiner    | 053    |
| 98.  | Simon Maurberger       | 050    |
| 99.  | Johannes Kröll         | 045    |
| 99.  | Maxence Muzaton        | 045    |
| 101. | Blaise Giezendanner    | 041    |
| 101. | Linus Straßer          | 041    |
| 103. | Manuel Schmid          | 040    |
| 103. | Jared Goldberg         | 040    |
| 105. | Sam Maes               | 035    |
| 105. | Christopher Neumayer   | 035    |

| Rang | Name                     | Punkte |
| ---- | ------------------------ | ------ |
| 107. | Stefan Rogentin          | 33     |
| 107. | Dustin Cook              | 33     |
| 109. | Jonathan Nordbotten      | 32     |
| 110. | Elia Zurbriggen          | 30     |
| 111. | Miha Hrobat              | 29     |
| 112. | Reto Schmidiger          | 28     |
| 113. | Marc Gisin               | 26     |
| 113. | Fritz Dopfer             | 26     |
| 115. | Urs Kryenbühl            | 25     |
| 116. | Philipp Schörghofer      | 23     |
| 116. | Patrick Küng             | 23     |
| 116. | Adam Žampa               | 23     |
| 119. | Nicolas Raffort          | 21     |
| 120. | Thomas Mermillod Blondin | 20     |
| 120. | Andreas Žampa            | 20     |
| 122. | Roland Leitinger         | 19     |
| 123. | Brian McLaughlin         | 17     |
| 124. | Lars Rösti               | 16     |
| 124. | Kristoffer Jakobsen      | 16     |
| 124. | Felix Monsén             | 16     |
| 127. | Timon Haugan             | 15     |
| 127. | Magnus Walch             | 15     |
| 127. | Brodie Seger             | 15     |
| 127. | Andrea Ballerin          | 15     |
| 131. | Mathias Graf             | 13     |
| 131. | David Ketterer           | 13     |
| 133. | Jung Dong-hyun           | 11     |
| 134. | Robin Buffet             | 10     |
| 134. | Bjørnar Neteland         | 10     |
| 136. | Thomas Biesemeyer        | 09     |
| 136. | Stian Saugestad          | 09     |
| 136. | Ryūnosuke Ōkoshi         | 09     |
| 136. | Fabian Wilkens Solheim   | 09     |
| 140. | Sebastian Holzmann       | 08     |
| 140. | Peter Fill               | 08     |
| 142. | Valentin Giraud Moine    | 07     |
| 142. | River Radamus            | 07     |
| 142. | Fabian Bacher            | 07     |
| 145. | Nils Mani                | 06     |
| 145. | Mattias Rönngren         | 06     |
| 147. | Marc Rochat              | 05     |
| 147. | Lucas Braathen           | 05     |
| 147. | Andreas Romar            | 05     |
| 150. | Jan Zabystřan            | 04     |
| 150. | James Crawford           | 04     |
| 152. | Wiley Maple              | 03     |
| 152. | Samu Torsti              | 03     |
| 154. | Werner Heel              | 02     |
| 154. | Samuel Dupratt           | 02     |
| 154. | Noel von Grünigen        | 02     |
| 157. | Ralph Weber              | 01     |
| 157. | Alexander Andrijenko     | 01     |

| Rang | Name                  | Punkte |
| ---- | --------------------- | ------ |
| 1.   | Mikaela Shiffrin      | 2204   |
| 2.   | Petra Vlhová          | 1355   |
| 3.   | Wendy Holdener        | 1079   |
| 4.   | Viktoria Rebensburg   | 0814   |
| 5.   | Nicole Schmidhofer    | 0771   |
| 6.   | Federica Brignone     | 0764   |
| 7.   | Ragnhild Mowinckel    | 0675   |
| 8.   | Frida Hansdotter      | 0654   |
| 9.   | Stephanie Venier      | 0528   |
| 10.  | Ilka Štuhec           | 0507   |
| 11.  | Anna Swenn-Larsson    | 0486   |
| 12.  | Katharina Liensberger | 0483   |
| 13.  | Katharina Truppe      | 0470   |
| 14.  | Tessa Worley          | 0460   |
| 15.  | Ramona Siebenhofer    | 0458   |
| 16.  | Michelle Gisin        | 0442   |
| 17.  | Tina Weirather        | 0411   |
| 18.  | Corinne Suter         | 0393   |
| 19.  | Bernadette Schild     | 0363   |
| 20.  | Kristin Lysdahl       | 0357   |
| 21.  | Lara Gut-Behrami      | 0356   |
| 22.  | Sofia Goggia          | 0348   |
| 23.  | Romane Miradoli       | 0341   |
| 24.  | Ricarda Haaser        | 0326   |
| 25.  | Kira Weidle           | 0319   |
| 26.  | Tamara Tippler        | 0316   |
| 27.  | Marta Bassino         | 0287   |
| 28.  | Nadia Fanchini        | 0285   |
| 29.  | Jasmine Flury         | 0279   |
| 30.  | Christina Geiger      | 0277   |
| 31.  | Nicol Delago          | 0268   |
| 32.  | Irene Curtoni         | 0265   |
| 33.  | Stephanie Brunner     | 0256   |
| 34.  | Joana Hählen          | 0255   |
| 35.  | Cornelia Hütter       | 0240   |
| 36.  | Meta Hrovat           | 0225   |
| 37.  | Mirjam Puchner        | 0211   |
| 38.  | Erin Mielzynski       | 0207   |
| 39.  | Francesca Marsaglia   | 0205   |
| 39.  | Anna Veith            | 0205   |
| 41.  | Roni Remme            | 0204   |
| 42.  | Laurence St-Germain   | 0195   |
| 43.  | Mina Fürst Holtmann   | 0183   |
| 44.  | Nina Haver-Løseth     | 0171   |
| 45   | Sara Hector           | 0170   |
| 46.  | Marie-Michèle Gagnon  | 0167   |

| Rang | Name                     | Punkte |
| ---- | ------------------------ | ------ |
| 47.  | Chiara Costazza          | 143    |
| 48.  | Kajsa Vickhoff Lie       | 142    |
| 49.  | Christina Ager           | 140    |
| 49.  | Thea Louise Stjernesund  | 140    |
| 51.  | Lena Dürr                | 136    |
| 51.  | Valérie Grenier          | 136    |
| 53.  | Nastasia Noens           | 134    |
| 54.  | Ester Ledecká            | 129    |
| 55.  | Aline Danioth            | 123    |
| 56.  | Adeline Mugnier          | 121    |
| 57.  | Elena Curtoni            | 120    |
| 58.  | Eva-Maria Brem           | 119    |
| 59.  | Lisa Hörnblad            | 105    |
| 60.  | Michaela Wenig           | 103    |
| 61.  | Katharina Gallhuber      | 097    |
| 62.  | Alice Robinson           | 095    |
| 63.  | Laurenne Ross            | 093    |
| 64.  | Priska Nufer             | 090    |
| 65.  | Katharina Huber          | 076    |
| 65.  | Alice Merryweather       | 076    |
| 67.  | Charlotta Säfvenberg     | 072    |
| 68.  | Coralie Frasse Sombet    | 070    |
| 69.  | Emelie Wikström          | 068    |
| 70.  | Paula Moltzan            | 067    |
| 71.  | Nina Ortlieb             | 066    |
| 72.  | Maren Skjøld             | 062    |
| 73.  | Franziska Gritsch        | 060    |
| 74.  | Patrizia Dorsch          | 059    |
| 75.  | Christine Scheyer        | 056    |
| 76.  | Magdalena Fjällström     | 055    |
| 77.  | Maruša Ferk              | 054    |
| 77.  | Ariane Rädler            | 054    |
| 79.  | Chiara Mair              | 053    |
| 80.  | Kristine Gjelsten Haugen | 052    |
| 81.  | Rahel Kopp               | 050    |
| 81.  | Ylva Stålnacke           | 050    |
| 83.  | Lindsey Vonn             | 045    |
| 84.  | Elena Stoffel            | 042    |
| 85.  | Tiffany Gauthier         | 039    |
| 86.  | Marlene Schmotz          | 038    |
| 87.  | Taïna Barioz             | 035    |
| 88.  | Gabriela Capová          | 033    |
| 88.  | Andrea Ellenberger       | 033    |
| 90.  | Lara Della Mea           | 032    |
| 91   | Ana Bucik                | 031    |
| 91   | Jasmina Suter            | 031    |

| Rang | Name                    | Punkte |
| ---- | ----------------------- | ------ |
| 93.  | Mikaela Tommy           | 30     |
| 94.  | Nevena Ignjatović       | 29     |
| 95.  | Maryna Gąsienica-Daniel | 28     |
| 96.  | Carole Bissig           | 24     |
| 96.  | Nadine Fest             | 24     |
| 96.  | Alex Tilley             | 24     |
| 99.  | Nella Korpio            | 23     |
| 100. | Laura Gauché            | 22     |
| 101. | Clara Direz             | 21     |
| 102. | Estelle Alphand         | 20     |
| 102. | Jessica Hilzinger       | 20     |
| 104. | Marina Wallner          | 18     |
| 104. | Joséphine Forni         | 18     |
| 106. | Ana Drev                | 17     |
| 107. | Michaela Dygruber       | 15     |
| 107. | Nathalie Gröbli         | 15     |
| 107. | Karoline Pichler        | 15     |
| 110. | Nina O’Brien            | 13     |
| 110. | Juliana Suter           | 13     |
| 112. | Stephanie Resch         | 12     |
| 112. | Simone Wild             | 12     |
| 114. | Veronique Hronek        | 11     |
| 114. | Maria Therese Tviberg   | 11     |
| 116. | Meike Pfister           | 10     |
| 117. | Kaja Norbye             | 09     |
| 117. | Jennifer Piot           | 09     |
| 117. | Greta Small             | 09     |
| 120. | Martina Dubovská        | 08     |
| 120. | Nadia Delago            | 08     |
| 120. | Camille Rast            | 08     |
| 120. | Elisabeth Reisinger     | 08     |
| 124. | Tifany Roux             | 07     |
| 124. | Julia Scheib            | 07     |
| 126. | Macarena Simari Birkner | 6      |
| 127. | Asa Andō                | 05     |
| 127. | Piera Hudson            | 05     |
| 127. | Julija Pleschkowa       | 05     |
| 127. | Marie-Therese Sporer    | 05     |
| 131. | Margot Bailet           | 04     |
| 131. | Lindy Etzensperger      | 04     |
| 131. | Anna Hofer              | 04     |
| 134. | Haruna Ishikawa         | 02     |
| 134. | Amelia Smart            | 02     |
| 136. | Noémie Kolly            | 02     |
| 137. | Luana Flütsch           | 01     |
| 137. | Riikka Honkanen         | 01     |

### Abfahrt
| Rang | Athlet                   | Punkte |
| ---- | ------------------------ | ------ |
| 1    | Beat Feuz                | 540    |
| 2    | Dominik Paris            | 520    |
| 3    | Vincent Kriechmayr       | 339    |
| 4    | Aleksander Aamodt Kilde  | 284    |
| 5    | Mauro Caviezel           | 282    |
| 6    | Christof Innerhofer      | 276    |
| 7    | Bryce Bennett            | 236    |
| 8    | Johan Clarey             | 234    |
| 9    | Max Franz                | 222    |
| 10   | Aksel Lund Svindal       | 200    |
| 11   | Otmar Striedinger        | 197    |
| 11   | Matthias Mayer           | 197    |
| 13   | Kjetil Jansrud           | 160    |
| 14   | Josef Ferstl             | 156    |
| 15   | Hannes Reichelt          | 153    |
| 16   | Steven Nyman             | 148    |
| 17   | Benjamin Thomsen         | 129    |
| 18   | Adrien Théaux            | 125    |
| 19   | Carlo Janka              | 90     |
| 20   | Travis Ganong            | 88     |
| 21   | Emanuele Buzzi           | 78     |
| 22   | Matthieu Bailet          | 73     |
| 23   | Niels Hintermann         | 71     |
| 24   | Adrian Smiseth Sejersted | 70     |
| 25   | Gilles Roulin            | 54     |

| Rang | Athletin            | Punkte |
| ---- | ------------------- | ------ |
| 1    | Nicole Schmidhofer  | 468    |
| 2    | Stephanie Venier    | 372    |
| 3    | Ramona Siebenhofer  | 354    |
| 4    | Ilka Štuhec         | 343    |
| 5    | Kira Weidle         | 307    |
| 6    | Corinne Suter       | 288    |
| 7    | Sofia Goggia        | 220    |
| 8    | Nicol Delago        | 219    |
| 9    | Michelle Gisin      | 207    |
| 10   | Nadia Fanchini      | 201    |
| 11   | Mirjam Puchner      | 189    |
| 12   | Viktoria Rebensburg | 177    |
| 13   | Cornelia Hütter     | 175    |
| 14   | Romane Miradoli     | 169    |
| 15   | Tina Weirather      | 139    |
| 16   | Joana Hählen        | 138    |
| 17   | Tamara Tippler      | 133    |
| 18   | Lara Gut-Behrami    | 128    |
| 19   | Jasmine Flury       | 125    |
| 20   | Ricarda Haaser      | 116    |
| 21   | Federica Brignone   | 104    |
| 22   | Michaela Wenig      | 97     |
| 23   | Ragnhild Mowinckel  | 85     |
| 24   | Ester Ledecká       | 84     |
| 25   | Mikaela Shiffrin    | 79     |

### Super-G
| Rang | Athlet                   | Punkte |
| ---- | ------------------------ | ------ |
| 1    | Dominik Paris            | 430    |
| 2    | Vincent Kriechmayr       | 346    |
| 3    | Mauro Caviezel           | 324    |
| 4    | Kjetil Jansrud           | 316    |
| 5    | Aleksander Aamodt Kilde  | 299    |
| 6    | Matthias Mayer           | 295    |
| 7    | Aksel Lund Svindal       | 219    |
| 8    | Johan Clarey             | 200    |
| 9    | Josef Ferstl             | 197    |
| 10   | Christof Innerhofer      | 191    |
| 11   | Max Franz                | 185    |
| 12   | Beat Feuz                | 182    |
| 13   | Adrian Smiseth Sejersted | 173    |
| 14   | Hannes Reichelt          | 149    |
| 15   | Adrien Théaux            | 133    |
| 16   | Travis Ganong            | 115    |
| 17   | Brice Roger              | 90     |
| 18   | Christian Walder         | 87     |
| 19   | Christoph Krenn          | 72     |
| 19   | Marco Odermatt           | 72     |
| 21   | Alexis Pinturault        | 63     |
| 22   | Boštjan Kline            | 63     |
| 23   | Ryan Cochran-Siegle      | 47     |
| 24   | Andreas Sander           | 44     |
| 25   | Klemen Kosi              | 42     |

| Rang | Athletin             | Punkte |
| ---- | -------------------- | ------ |
| 1    | Mikaela Shiffrin     | 350    |
| 2    | Nicole Schmidhofer   | 303    |
| 3    | Tina Weirather       | 268    |
| 4    | Viktoria Rebensburg  | 257    |
| 5    | Ragnhild Mowinckel   | 247    |
| 6    | Tamara Tippler       | 183    |
| 7    | Lara Gut-Behrami     | 178    |
| 8    | Federica Brignone    | 165    |
| 9    | Stephanie Venier     | 156    |
| 10   | Jasmine Flury        | 154    |
| 11   | Ilka Štuhec          | 153    |
| 12   | Romane Miradoli      | 119    |
| 13   | Joana Hählen         | 117    |
| 14   | Sofia Goggia         | 116    |
| 15   | Kajsa Vickhoff Lie   | 107    |
| 16   | Corinne Suter        | 105    |
| 17   | Francesca Marsaglia  | 99     |
| 18   | Valérie Grenier      | 95     |
| 19   | Ramona Siebenhofer   | 90     |
| 20   | Nadia Fanchini       | 84     |
| 21   | Elena Curtoni        | 83     |
| 22   | Wendy Holdener       | 80     |
| 23   | Marie-Michèle Gagnon | 77     |
| 24   | Michelle Gisin       | 70     |
| 25   | Cornelia Hütter      | 65     |

### Riesenslalom
| Rang | Athlet                        | Punkte |
| ---- | ----------------------------- | ------ |
| 1    | Marcel Hirscher               | 680    |
| 2    | Henrik Kristoffersen          | 516    |
| 3    | Alexis Pinturault             | 469    |
| 4    | Žan Kranjec                   | 344    |
| 5    | Loïc Meillard                 | 313    |
| 6    | Matts Olsson                  | 296    |
| 7    | Thomas Fanara                 | 289    |
| 8    | Marco Odermatt                | 245    |
| 9    | Mathieu Faivre                | 239    |
| 10   | Tommy Ford                    | 221    |
| 11   | Stefan Luitz                  | 207    |
| 12   | Victor Muffat-Jeandet         | 194    |
| 13   | Leif Kristian Nestvold-Haugen | 174    |
| 14   | Manuel Feller                 | 170    |
| 14   | Luca De Aliprandini           | 170    |
| 16   | Rasmus Windingstad            | 158    |
| 17   | Gino Caviezel                 | 148    |
| 18   | Thomas Tumler                 | 124    |
| 19   | Thibaut Favrot                | 111    |
| 19   | Ted Ligety                    | 111    |
| 21   | Manfred Mölgg                 | 103    |
| 22   | Riccardo Tonetti              | 99     |
| 23   | Cédric Noger                  | 96     |
| 24   | Alexander Schmid              | 70     |
| 25   | Trevor Philp                  | 68     |

| Rang | Athletin                | Punkte |
| ---- | ----------------------- | ------ |
| 1    | Mikaela Shiffrin        | 615    |
| 2    | Petra Vlhová            | 478    |
| 3    | Tessa Worley            | 460    |
| 4    | Viktoria Rebensburg     | 380    |
| 5    | Federica Brignone       | 360    |
| 6    | Ragnhild Mowinckel      | 277    |
| 7    | Wendy Holdener          | 254    |
| 8    | Stephanie Brunner       | 195    |
| 9    | Marta Bassino           | 188    |
| 10   | Ricarda Haaser          | 176    |
| 11   | Frida Hansdotter        | 175    |
| 12   | Katharina Liensberger   | 133    |
| 13   | Thea Louise Stjernesund | 132    |
| 14   | Meta Hrovat             | 126    |
| 15   | Sara Hector             | 121    |
| 16   | Kristin Lysdahl         | 120    |
| 17   | Eva-Maria Brem          | 119    |
| 18   | Anna Veith              | 111    |
| 19   | Alice Robinson          | 95     |
| 20   | Bernadette Schild       | 92     |
| 21   | Katharina Truppe        | 91     |
| 22   | Mina Fürst Holtmann     | 82     |
| 23   | Adeline Mugnier         | 78     |
| 24   | Marie-Michèle Gagnon    | 70     |
| 25   | Coralie Frasse Sombet   | 70     |

### Slalom
| Rang | Athlet                 | Punkte |
| ---- | ---------------------- | ------ |
| 1    | Marcel Hirscher        | 786    |
| 2    | Clément Noël           | 551    |
| 3    | Daniel Yule            | 551    |
| 4    | Ramon Zenhäusern       | 521    |
| 5    | Henrik Kristoffersen   | 516    |
| 6    | Alexis Pinturault      | 453    |
| 7    | Marco Schwarz          | 411    |
| 8    | Manuel Feller          | 388    |
| 9    | Dave Ryding            | 334    |
| 10   | André Myhrer           | 300    |
| 11   | Michael Matt           | 288    |
| 12   | Manfred Mölgg          | 230    |
| 13   | Christian Hirschbühl   | 230    |
| 14   | Felix Neureuther       | 214    |
| 15   | Victor Muffat-Jeandet  | 194    |
| 16   | Loïc Meillard          | 163    |
| 17   | Sebastian Foss Solevåg | 161    |
| 18   | Giuliano Razzoli       | 131    |
| 19   | Štefan Hadalin         | 121    |
| 20   | Stefano Gross          | 116    |
| 21   | Istok Rodeš            | 111    |
| 22   | Jean-Baptiste Grange   | 108    |
| 23   | Albert Popow           | 95     |
| 23   | Julien Lizeroux        | 95     |
| 25   | Elias Kolega           | 81     |

| Rang | Athletin              | Punkte |
| ---- | --------------------- | ------ |
| 1    | Mikaela Shiffrin      | 1160   |
| 2    | Petra Vlhová          | 877    |
| 3    | Wendy Holdener        | 681    |
| 4    | Anna Swenn-Larsson    | 486    |
| 5    | Frida Hansdotter      | 479    |
| 6    | Katharina Truppe      | 379    |
| 7    | Katharina Liensberger | 350    |
| 8    | Christina Geiger      | 277    |
| 9    | Bernadette Schild     | 271    |
| 10   | Kristin Lysdahl       | 237    |
| 11   | Irene Curtoni         | 223    |
| 12   | Erin Mielzynski       | 207    |
| 13   | Laurence St-Germain   | 195    |
| 14   | Michelle Gisin        | 143    |
| 14   | Chiara Costazza       | 143    |
| 16   | Lena Dürr             | 136    |
| 17   | Nastasia Noens        | 124    |
| 18   | Nina Haver-Løseth     | 130    |
| 19   | Aline Danioth         | 123    |
| 20   | Roni Remme            | 112    |
| 21   | Mina Fürst Holtmann   | 101    |
| 22   | Meta Hrovat           | 99     |
| 23   | Katharina Gallhuber   | 97     |
| 24   | Katharina Huber       | 76     |
| 25   | Charlotta Säfvenberg  | 72     |

### Alpine Kombination
| Rang | Athlet                   | Punkte |
| ---- | ------------------------ | ------ |
| 1    | Alexis Pinturault        | 160    |
| 2    | Marco Schwarz            | 100    |
| 3    | Mauro Caviezel           | 90     |
| 4    | Riccardo Tonetti         | 82     |
| 5    | Marcel Hirscher          | 80     |
| 5    | Victor Muffat-Jeandet    | 80     |
| 7    | Štefan Hadalin           | 73     |
| 8    | Romed Baumann            | 54     |
| 9    | Vincent Kriechmayr       | 53     |
| 10   | Pawel Trichitschew       | 47     |
| 11   | Trevor Philp             | 45     |
| 12   | Filip Zubčić             | 42     |
| 13   | Ted Ligety               | 38     |
| 14   | Kjetil Jansrud           | 36     |
| 14   | Rasmus Windingstad       | 36     |
| 16   | Christof Innerhofer      | 34     |
| 17   | Linus Straßer            | 29     |
| 18   | Loïc Meillard            | 26     |
| 19   | Sandro Simonet           | 24     |
| 20   | Martin Čater             | 22     |
| 20   | Johannes Strolz          | 22     |
| 22   | Bryce Bennett            | 22     |
| 23   | Stefan Rogentin          | 21     |
| 24   | Thomas Mermillod Blondin | 20     |
| 25   | Nils Allègre             | 20     |

| Rang | Athletin                | Punkte |
| ---- | ----------------------- | ------ |
| 1    | Federica Brignone       | 100    |
| 2    | Roni Remme              | 080    |
| 3    | Wendy Holdener          | 060    |
| 4    | Rahel Kopp              | 050    |
| 5    | Patrizia Dorsch         | 045    |
| 6    | Christina Ager          | 040    |
| 7    | Romane Miradoli         | 036    |
| 8    | Priska Nufer            | 032    |
| 9    | Marta Bassino           | 029    |
| 10   | Ragnhild Mowinckel      | 026    |
| 11   | Nevena Ignjatović       | 024    |
| 12   | Ricarda Haaser          | 022    |
| 13   | Marie-Michèle Gagnon    | 020    |
| 14   | Franziska Gritsch       | 018    |
| 15   | Kajsa Vickhoff Lie      | 016    |
| 16   | Nathalie Gröbli         | 015    |
| 17   | Ramona Siebenhofer      | 014    |
| 18   | Nicol Delago            | 013    |
| 19   | Ariane Rädler           | 012    |
| 20   | Jasmina Suter           | 011    |
| 21   | Lisa Hörnblad           | 010    |
| 22   | Greta Small             | 009    |
| 23   | Elisabeth Reisinger     | 008    |
| 24   | Tifany Roux             | 007    |
| 25   | Macarena Simari Birkner | 006    |

## Podestplatzierungen Herren

### Abfahrt
| Datum      | Ort                          | 1. Platz                                                                                                | 2. Platz                                                                                                | 3. Platz                                                                                                | Rotes Trikot        |
| ---------- | ---------------------------- | --- | --- | --- | ------------------- |
| 24.11.2018 | Lake Louise (CAN)            | Max Franz                                                                                               | Christof Innerhofer                                                                                     | Dominik Paris                                                                                           | Max Franz           |
| 30.11.2018 | Beaver Creek (USA)           | Beat Feuz                                                                                               | Mauro Caviezel                                                                                          | Aksel Lund Svindal                                                                                      | Beat Feuz           |
| 01.12.2018 | Beaver Creek (USA)           | Neuansetzung am 30. November 2018 wegen anhaltenden Schneefalls.                                        | Neuansetzung am 30. November 2018 wegen anhaltenden Schneefalls.                                        | Neuansetzung am 30. November 2018 wegen anhaltenden Schneefalls.                                        | Beat Feuz           |
| 15.12.2018 | Gröden (ITA)                 | Aleksander Aamodt Kilde                                                                                 | Max Franz                                                                                               | Beat Feuz                                                                                               | Beat Feuz Max Franz |
| 28.12.2018 | Bormio (ITA)                 | Dominik Paris                                                                                           | Christof Innerhofer                                                                                     | Beat Feuz                                                                                               | Beat Feuz           |
| 19.01.2019 | Wengen (SUI)                 | Vincent Kriechmayr                                                                                      | Beat Feuz                                                                                               | Aleksander Aamodt Kilde                                                                                 | Beat Feuz           |
| 25.01.2019 | Kitzbühel (AUT)              | Dominik Paris                                                                                           | Beat Feuz                                                                                               | Otmar Striedinger                                                                                       | Beat Feuz           |
| 26.01.2019 | Kitzbühel (AUT)              | Neuansetzung am 25. Januar 2019 wegen der Wettervorhersage.                                             | Neuansetzung am 25. Januar 2019 wegen der Wettervorhersage.                                             | Neuansetzung am 25. Januar 2019 wegen der Wettervorhersage.                                             | Beat Feuz           |
| 02.02.2019 | Garmisch-Partenkirchen (GER) | Absage wegen sehr starken und nassen Schneefalls. Ersatzrennen am 1. März 2019 in Kvitfjell (Norwegen). | Absage wegen sehr starken und nassen Schneefalls. Ersatzrennen am 1. März 2019 in Kvitfjell (Norwegen). | Absage wegen sehr starken und nassen Schneefalls. Ersatzrennen am 1. März 2019 in Kvitfjell (Norwegen). | Beat Feuz           |
| 01.03.2019 | Kvitfjell (NOR)              | Absage wegen ausgefallenen Trainings. Kein Ersatzrennen.                                                | Absage wegen ausgefallenen Trainings. Kein Ersatzrennen.                                                | Absage wegen ausgefallenen Trainings. Kein Ersatzrennen.                                                | Beat Feuz           |
| 02.03.2019 | Kvitfjell (NOR)              | Dominik Paris                                                                                           | Beat Feuz                                                                                               | Matthias Mayer                                                                                          | Beat Feuz           |
| 13.03.2019 | Soldeu (AND)                 | Dominik Paris                                                                                           | Kjetil Jansrud                                                                                          | Otmar Striedinger                                                                                       | Beat Feuz           |

### Super-G
| Datum      | Ort                | 1. Platz                                                            | 2. Platz                                                            | 3. Platz                                                            | Rotes Trikot       |
| ---------- | ------------------ | ------------------------------------------------------------------- | ------------------------------------------------------------------- | ------------------------------------------------------------------- | ------------------ |
| 25.11.2018 | Lake Louise (CAN)  | Kjetil Jansrud                                                      | Vincent Kriechmayr                                                  | Mauro Caviezel                                                      | Kjetil Jansrud     |
| 30.11.2018 | Beaver Creek (USA) | Neuansetzung am 1. Dezember 2018 wegen anhaltenden Schneefalls.     | Neuansetzung am 1. Dezember 2018 wegen anhaltenden Schneefalls.     | Neuansetzung am 1. Dezember 2018 wegen anhaltenden Schneefalls.     | Kjetil Jansrud     |
| 01.12.2018 | Beaver Creek (USA) | Max Franz                                                           | Mauro Caviezel                                                      | Aleksander Aamodt Kilde Dominik Paris Aksel Lund Svindal            | Mauro Caviezel     |
| 14.12.2018 | Gröden (ITA)       | Aksel Lund Svindal                                                  | Christof Innerhofer                                                 | Kjetil Jansrud                                                      | Aksel Lund Svindal |
| 29.12.2018 | Bormio (ITA)       | Dominik Paris                                                       | Matthias Mayer                                                      | Aleksander Aamodt Kilde                                             | Aksel Lund Svindal |
| 25.01.2019 | Kitzbühel (AUT)    | Neuansetzung am 27. Januar 2019 wegen der Wettervorhersage.         | Neuansetzung am 27. Januar 2019 wegen der Wettervorhersage.         | Neuansetzung am 27. Januar 2019 wegen der Wettervorhersage.         | Aksel Lund Svindal |
| 27.01.2019 | Kitzbühel (AUT)    | Josef Ferstl                                                        | Johan Clarey                                                        | Dominik Paris                                                       | Vincent Kriechmayr |
| 23.02.2019 | Bansko (BUL)       | Absage wegen eines ungünstigen Wetterumschwungs. Kein Ersatzrennen. | Absage wegen eines ungünstigen Wetterumschwungs. Kein Ersatzrennen. | Absage wegen eines ungünstigen Wetterumschwungs. Kein Ersatzrennen. | Vincent Kriechmayr |
| 03.03.2019 | Kvitfjell (NOR)    | Dominik Paris                                                       | Kjetil Jansrud                                                      | Beat Feuz                                                           | Dominik Paris      |
| 14.03.2019 | Soldeu (AND)       | Dominik Paris                                                       | Mauro Caviezel                                                      | Vincent Kriechmayr                                                  | Dominik Paris      |

### Riesenslalom
| Datum      | Ort                          | Disziplin             | 1. Platz                                                                                             | 2. Platz                                                                                             | 3. Platz                                                                                             | Rotes Trikot    |
| ---------- | ---------------------------- | --------------------- | --- | --- | --- | --------------- |
| 28.10.2018 | Sölden (AUT)                 | Riesenslalom          | Absage wegen vielen Schnees. Ersatzrennen am 20. Dezember 2018 in Saalbach-Hinterglemm (Österreich). | Absage wegen vielen Schnees. Ersatzrennen am 20. Dezember 2018 in Saalbach-Hinterglemm (Österreich). | Absage wegen vielen Schnees. Ersatzrennen am 20. Dezember 2018 in Saalbach-Hinterglemm (Österreich). |                 |
| 02.12.2018 | Beaver Creek (USA)           | Riesenslalom          | Stefan Luitz *                                                                                       | Marcel Hirscher                                                                                      | Thomas Tumler                                                                                        | Stefan Luitz    |
| 08.12.2018 | Val-d’Isère (FRA)            | Riesenslalom          | Marcel Hirscher                                                                                      | Henrik Kristoffersen                                                                                 | Matts Olsson                                                                                         | Marcel Hirscher |
| 16.12.2018 | Alta Badia (ITA)             | Riesenslalom          | Marcel Hirscher                                                                                      | Thomas Fanara                                                                                        | Alexis Pinturault                                                                                    | Marcel Hirscher |
| 17.12.2018 | Alta Badia (ITA)             | Parallel-Riesenslalom | Marcel Hirscher                                                                                      | Thibaut Favrot                                                                                       | Alexis Pinturault                                                                                    | Marcel Hirscher |
| 19.12.2018 | Saalbach-Hinterglemm (AUT)   | Riesenslalom          | Žan Kranjec                                                                                          | Loïc Meillard                                                                                        | Mathieu Faivre                                                                                       | Marcel Hirscher |
| 20.12.2018 | Saalbach-Hinterglemm (AUT)   | Riesenslalom          | Neuansetzung am 19. Dezember 2018 wegen weiterer Kalenderänderungen.                                 | Neuansetzung am 19. Dezember 2018 wegen weiterer Kalenderänderungen.                                 | Neuansetzung am 19. Dezember 2018 wegen weiterer Kalenderänderungen.                                 | Marcel Hirscher |
| 12.01.2019 | Adelboden (SUI)              | Riesenslalom          | Marcel Hirscher                                                                                      | Henrik Kristoffersen                                                                                 | Thomas Fanara                                                                                        | Marcel Hirscher |
| 03.02.2019 | Garmisch-Partenkirchen (GER) | Riesenslalom          | Absage wegen starken Übernacht-Schneefalls. Kein Ersatzrennen.                                       | Absage wegen starken Übernacht-Schneefalls. Kein Ersatzrennen.                                       | Absage wegen starken Übernacht-Schneefalls. Kein Ersatzrennen.                                       | Marcel Hirscher |
| 24.02.2019 | Bansko (BUL)                 | Riesenslalom          | Henrik Kristoffersen                                                                                 | Marcel Hirscher                                                                                      | Thomas Fanara                                                                                        | Marcel Hirscher |
| 09.03.2019 | Kranjska Gora (SLO)          | Riesenslalom          | Henrik Kristoffersen                                                                                 | Rasmus Windingstad                                                                                   | Marco Odermatt                                                                                       | Marcel Hirscher |
| 16.03.2019 | Soldeu (AND)                 | Riesenslalom          | Alexis Pinturault                                                                                    | Marco Odermatt                                                                                       | Žan Kranjec                                                                                          | Marcel Hirscher |

### Slalom
| Datum      | Ort                        | Disziplin  | 1. Platz | 2. Platz | 3. Platz | Rotes Trikot    |
| ---------- | -------------------------- | ---------- | --- | --- | --- | --------------- |
| 18.11.2018 | Levi (FIN)                 | Slalom     | Marcel Hirscher | Henrik Kristoffersen | André Myhrer | Marcel Hirscher |
| 09.12.2018 | Val-d’Isère (FRA)          | Slalom     | Absage wegen sehr starker und unbeständiger Windböen. Ersatzrennen am 20. Dezember 2018 in Saalbach-Hinterglemm (Österreich). | Absage wegen sehr starker und unbeständiger Windböen. Ersatzrennen am 20. Dezember 2018 in Saalbach-Hinterglemm (Österreich). | Absage wegen sehr starker und unbeständiger Windböen. Ersatzrennen am 20. Dezember 2018 in Saalbach-Hinterglemm (Österreich). | Marcel Hirscher |
| 20.12.2018 | Saalbach-Hinterglemm (AUT) | Slalom     | Marcel Hirscher | Loïc Meillard | Henrik Kristoffersen | Marcel Hirscher |
| 22.12.2018 | Madonna di Campiglio (ITA) | Slalom     | Daniel Yule | Marco Schwarz | Michael Matt | Marcel Hirscher |
| 01.01.2019 | Oslo (NOR)                 | City Event | Marco Schwarz | Dave Ryding | Ramon Zenhäusern | Marcel Hirscher |
| 06.01.2019 | Zagreb (CRO)               | Slalom     | Marcel Hirscher | Alexis Pinturault | Manuel Feller | Marcel Hirscher |
| 13.01.2019 | Adelboden (SUI)            | Slalom     | Marcel Hirscher | Clément Noël | Henrik Kristoffersen | Marcel Hirscher |
| 20.01.2019 | Wengen (SUI)               | Slalom     | Clément Noël | Manuel Feller | Marcel Hirscher | Marcel Hirscher |
| 26.01.2019 | Kitzbühel (AUT)            | Slalom     | Clément Noël | Marcel Hirscher | Alexis Pinturault | Marcel Hirscher |
| 27.01.2019 | Kitzbühel (AUT)            | Slalom     | Neuansetzung am 26. Januar 2019 wegen der Wettervorhersage.                                                                   | Neuansetzung am 26. Januar 2019 wegen der Wettervorhersage.                                                                   | Neuansetzung am 26. Januar 2019 wegen der Wettervorhersage.                                                                   | Marcel Hirscher |
| 29.01.2019 | Schladming (AUT)           | Slalom     | Marcel Hirscher | Alexis Pinturault | Daniel Yule | Marcel Hirscher |
| 19.02.2019 | Stockholm (SWE)            | City Event | Ramon Zenhäusern | André Myhrer | Marco Schwarz | Marcel Hirscher |
| 10.03.2019 | Kranjska Gora (SLO)        | Slalom     | Ramon Zenhäusern | Henrik Kristoffersen | Marcel Hirscher | Marcel Hirscher |
| 17.03.2019 | Soldeu (AND)               | Slalom     | Clément Noël | Manuel Feller | Daniel Yule | Marcel Hirscher |

### Alpine Kombination
| Datum      | Ort          | 1. Platz          | 2. Platz              | 3. Platz          | Rotes Trikot      |
| ---------- | ------------ | ----------------- | --------------------- | ----------------- | ----------------- |
| 18.01.2019 | Wengen (SUI) | Marco Schwarz     | Victor Muffat-Jeandet | Alexis Pinturault | Marco Schwarz     |
| 22.02.2019 | Bansko (BUL) | Alexis Pinturault | Marcel Hirscher       | Štefan Hadalin    | Alexis Pinturault |

### Gesamtweltcupführende
| Name                      | Von        | Ort                | Disziplin    | Bis          | Ort                | Disziplin    | Anzahl Rennen |
| ------------------------- | ---------- | ------------------ | ------------ | ------------ | ------------------ | ------------ | ------------- |
| Marcel Hirscher           | 18.11.2018 | Levi (FIN)         | Slalom       | 24.11.2018   | Lake Louise (CAN)  | Abfahrt      | 1             |
| Max Franz Marcel Hirscher | 24.11.2018 | Lake Louise (CAN)  | Abfahrt      | 25.11.2018   | Lake Louise (CAN)  | Super-G      | 1             |
| Vincent Kriechmayr        | 25.11.2018 | Lake Louise (CAN)  | Super-G      | 01.12.2018   | Beaver Creek (USA) | Super-G      | 2             |
| Max Franz                 | 01.12.2018 | Beaver Creek (USA) | Super-G      | 08.12.2018   | Val-d’Isère (FRA)  | Riesenslalom | 2             |
| Marcel Hirscher           | 08.12.2018 | Val-d’Isère (FRA)  | Riesenslalom | 14.12.2018   | Gröden (ITA)       | Super-G      | 1             |
| Aksel Lund Svindal        | 14.12.2018 | Gröden (ITA)       | Super-G      | 15.12.2018   | Gröden (ITA)       | Abfahrt      | 1             |
| Max Franz                 | 15.12.2018 | Gröden (ITA)       | Abfahrt      | 16.12.2018   | Alta Badia (ITA)   | Riesenslalom | 1             |
| Marcel Hirscher           | 16.12.2018 | Alta Badia (ITA)   | Riesenslalom | Gesamtsieger | Gesamtsieger       | Gesamtsieger | 29            |

## Podestplatzierungen Damen

### Abfahrt
| Datum      | Ort                          | 1. Platz | 2. Platz | 3. Platz | Rotes Trikot       |
| ---------- | ---------------------------- | --- | --- | --- | ------------------ |
| 30.11.2018 | Lake Louise (CAN)            | Nicole Schmidhofer | Michelle Gisin | Kira Weidle | Nicole Schmidhofer |
| 01.12.2018 | Lake Louise (CAN)            | Nicole Schmidhofer | Cornelia Hütter | Michelle Gisin | Nicole Schmidhofer |
| 15.12.2018 | Val-d’Isère (FRA)            | Absage wegen zu hoher Temperaturen, Mangels an Schnee und ungünstiger Wettervorhersagen. Ersatzrennen am 18. Dezember 2018 in Gröden (Italien). | Absage wegen zu hoher Temperaturen, Mangels an Schnee und ungünstiger Wettervorhersagen. Ersatzrennen am 18. Dezember 2018 in Gröden (Italien). | Absage wegen zu hoher Temperaturen, Mangels an Schnee und ungünstiger Wettervorhersagen. Ersatzrennen am 18. Dezember 2018 in Gröden (Italien). | Nicole Schmidhofer |
| 18.12.2018 | Gröden (ITA)                 | Ilka Štuhec | Nicol Delago | Ramona Siebenhofer | Nicole Schmidhofer |
| 12.01.2019 | St. Anton am Arlberg (AUT)   | Absage wegen starken Schneefalls. Ersatzrennen am 18. Januar 2019 in Cortina d’Ampezzo (Italien).                                               | Absage wegen starken Schneefalls. Ersatzrennen am 18. Januar 2019 in Cortina d’Ampezzo (Italien).                                               | Absage wegen starken Schneefalls. Ersatzrennen am 18. Januar 2019 in Cortina d’Ampezzo (Italien).                                               | Nicole Schmidhofer |
| 18.01.2019 | Cortina d’Ampezzo (ITA)      | Ramona Siebenhofer | Ilka Štuhec | Stephanie Venier | Nicole Schmidhofer |
| 19.01.2019 | Cortina d’Ampezzo (ITA)      | Ramona Siebenhofer | Nicole Schmidhofer | Ilka Štuhec | Nicole Schmidhofer |
| 26.01.2019 | Garmisch-Partenkirchen (GER) | Neuansetzung am 27. Januar 2019 wegen der Wettervorhersage.                                                                                     | Neuansetzung am 27. Januar 2019 wegen der Wettervorhersage.                                                                                     | Neuansetzung am 27. Januar 2019 wegen der Wettervorhersage.                                                                                     | Nicole Schmidhofer |
| 27.01.2019 | Garmisch-Partenkirchen (GER) | Stephanie Venier | Sofia Goggia | Kira Weidle | Nicole Schmidhofer |
| 23.02.2019 | Crans-Montana (SUI)          | Sofia Goggia * | Nicole Schmidhofer | Corinne Suter | Nicole Schmidhofer |
| 02.03.2019 | Rosa Chutor (RUS)            | Absage wegen ausgefallenen Trainings. Kein Ersatzrennen.                                                                                        | Absage wegen ausgefallenen Trainings. Kein Ersatzrennen.                                                                                        | Absage wegen ausgefallenen Trainings. Kein Ersatzrennen.                                                                                        | Nicole Schmidhofer |
| 13.03.2019 | Soldeu (AND)                 | Mirjam Puchner | Viktoria Rebensburg | Corinne Suter | Nicole Schmidhofer |

### Super-G
| Datum      | Ort                          | 1. Platz | 2. Platz | 3. Platz | Rotes Trikot     |
| ---------- | ---------------------------- | --- | --- | --- | ---------------- |
| 02.12.2018 | Lake Louise (CAN)            | Mikaela Shiffrin | Ragnhild Mowinckel | Viktoria Rebensburg | Mikaela Shiffrin |
| 08.12.2018 | St. Moritz (SUI)             | Mikaela Shiffrin | Lara Gut-Behrami | Tina Weirather | Mikaela Shiffrin |
| 16.12.2018 | Val-d’Isère (FRA)            | Absage wegen zu hoher Temperaturen, Schneemangels und ungünstiger Wettervorhersagen. Ersatzrennen am 19. Dezember 2018 in Gröden (Italien). | Absage wegen zu hoher Temperaturen, Schneemangels und ungünstiger Wettervorhersagen. Ersatzrennen am 19. Dezember 2018 in Gröden (Italien). | Absage wegen zu hoher Temperaturen, Schneemangels und ungünstiger Wettervorhersagen. Ersatzrennen am 19. Dezember 2018 in Gröden (Italien). | Mikaela Shiffrin |
| 19.12.2018 | Gröden (ITA)                 | Ilka Štuhec | Tina Weirather Nicole Schmidhofer | | Mikaela Shiffrin |
| 13.01.2019 | St. Anton am Arlberg (AUT)   | Absage wegen starken Schneefalls. Ersatzrennen am 3. März 2019 in Rosa Chutor (Russland).                                                   | Absage wegen starken Schneefalls. Ersatzrennen am 3. März 2019 in Rosa Chutor (Russland).                                                   | Absage wegen starken Schneefalls. Ersatzrennen am 3. März 2019 in Rosa Chutor (Russland).                                                   | Mikaela Shiffrin |
| 20.01.2019 | Cortina d’Ampezzo (ITA)      | Mikaela Shiffrin | Tina Weirather | Tamara Tippler | Mikaela Shiffrin |
| 26.01.2019 | Garmisch-Partenkirchen (GER) | Nicole Schmidhofer | Sofia Goggia | Lara Gut-Behrami | Mikaela Shiffrin |
| 27.01.2019 | Garmisch-Partenkirchen (GER) | Neuansetzung am 26. Januar 2019 wegen der Wettervorhersage.                                                                                 | Neuansetzung am 26. Januar 2019 wegen der Wettervorhersage.                                                                                 | Neuansetzung am 26. Januar 2019 wegen der Wettervorhersage.                                                                                 | Mikaela Shiffrin |
| 02.03.2019 | Rosa Chutor (RUS)            | Neuansetzung am 3. März 2019 wegen starken Übernacht-Schneefalls.                                                                           | Neuansetzung am 3. März 2019 wegen starken Übernacht-Schneefalls.                                                                           | Neuansetzung am 3. März 2019 wegen starken Übernacht-Schneefalls.                                                                           | Mikaela Shiffrin |
| 03.03.2019 | Rosa Chutor (RUS)            | Neuansetzung am 2. März 2019 wegen weiterer Kalenderänderungen.                                                                             | Neuansetzung am 2. März 2019 wegen weiterer Kalenderänderungen.                                                                             | Neuansetzung am 2. März 2019 wegen weiterer Kalenderänderungen.                                                                             | Mikaela Shiffrin |
| 03.03.2019 | Rosa Chutor (RUS)            | Absage wegen weiterer Kalenderänderungen. Kein Ersatzrennen.                                                                                | Absage wegen weiterer Kalenderänderungen. Kein Ersatzrennen.                                                                                | Absage wegen weiterer Kalenderänderungen. Kein Ersatzrennen.                                                                                | Mikaela Shiffrin |
| 03.03.2019 | Rosa Chutor (RUS)            | Absage wegen ungünstiger Kursbedingungen. Kein Ersatzrennen.                                                                                | Absage wegen ungünstiger Kursbedingungen. Kein Ersatzrennen.                                                                                | Absage wegen ungünstiger Kursbedingungen. Kein Ersatzrennen.                                                                                | Mikaela Shiffrin |
| 14.03.2019 | Soldeu (AND)                 | Viktoria Rebensburg | Tamara Tippler | Federica Brignone | Mikaela Shiffrin |

### Riesenslalom
| Datum      | Ort                   | 1. Platz                      | 2. Platz            | 3. Platz           | Rotes Trikot      |
| ---------- | --------------------- | ----------------------------- | ------------------- | ------------------ | ----------------- |
| 27.10.2018 | Sölden (AUT)          | Tessa Worley                  | Federica Brignone   | Mikaela Shiffrin   | Tessa Worley      |
| 24.11.2018 | Killington (USA)      | Federica Brignone             | Ragnhild Mowinckel  | Stephanie Brunner  | Federica Brignone |
| 21.12.2018 | Courchevel (FRA)      | Mikaela Shiffrin              | Viktoria Rebensburg | Tessa Worley       | Federica Brignone |
| 28.12.2018 | Semmering (AUT)       | Petra Vlhová                  | Viktoria Rebensburg | Tessa Worley       | Federica Brignone |
| 15.01.2019 | Kronplatz (ITA)       | Mikaela Shiffrin              | Tessa Worley        | Marta Bassino      | Mikaela Shiffrin  |
| 01.02.2019 | Maribor (SLO)         | Petra Vlhová Mikaela Shiffrin |                     | Ragnhild Mowinckel | Mikaela Shiffrin  |
| 08.03.2019 | Špindlerův Mlýn (CZE) | Petra Vlhová                  | Viktoria Rebensburg | Mikaela Shiffrin   | Mikaela Shiffrin  |
| 17.03.2019 | Soldeu (AND)          | Mikaela Shiffrin              | Alice Robinson      | Petra Vlhová       | Mikaela Shiffrin  |

### Slalom
| Datum      | Ort                   | Disziplin       | 1. Platz         | 2. Platz           | 3. Platz              | Rotes Trikot     |
| ---------- | --------------------- | --------------- | ---------------- | ------------------ | --------------------- | ---------------- |
| 17.11.2018 | Levi (FIN)            | Slalom          | Mikaela Shiffrin | Petra Vlhová       | Bernadette Schild     | Mikaela Shiffrin |
| 25.11.2018 | Killington (USA)      | Slalom          | Mikaela Shiffrin | Petra Vlhová       | Frida Hansdotter      | Mikaela Shiffrin |
| 09.12.2018 | St. Moritz (SUI)      | Parallel-Slalom | Mikaela Shiffrin | Petra Vlhová       | Wendy Holdener        | Mikaela Shiffrin |
| 22.12.2018 | Courchevel (FRA)      | Slalom          | Mikaela Shiffrin | Petra Vlhová       | Frida Hansdotter      | Mikaela Shiffrin |
| 29.12.2018 | Semmering (AUT)       | Slalom          | Mikaela Shiffrin | Petra Vlhová       | Wendy Holdener        | Mikaela Shiffrin |
| 01.01.2019 | Oslo (NOR)            | City Event      | Petra Vlhová     | Mikaela Shiffrin   | Wendy Holdener        | Mikaela Shiffrin |
| 05.01.2019 | Zagreb (CRO)          | Slalom          | Mikaela Shiffrin | Petra Vlhová       | Wendy Holdener        | Mikaela Shiffrin |
| 08.01.2019 | Flachau (AUT)         | Slalom          | Petra Vlhová     | Mikaela Shiffrin   | Katharina Liensberger | Mikaela Shiffrin |
| 02.02.2019 | Maribor (SLO)         | Slalom          | Mikaela Shiffrin | Anna Swenn-Larsson | Wendy Holdener        | Mikaela Shiffrin |
| 19.02.2019 | Stockholm (SWE)       | City Event      | Mikaela Shiffrin | Christina Geiger   | Anna Swenn-Larsson    | Mikaela Shiffrin |
| 09.03.2019 | Špindlerův Mlýn (CZE) | Slalom          | Mikaela Shiffrin | Wendy Holdener     | Petra Vlhová          | Mikaela Shiffrin |
| 16.03.2019 | Soldeu (AND)          | Slalom          | Mikaela Shiffrin | Wendy Holdener     | Petra Vlhová          | Mikaela Shiffrin |

### Alpine Kombination
| Datum      | Ort                 | 1. Platz | 2. Platz | 3. Platz | Rotes Trikot      |
| ---------- | ------------------- | --- | --- | --- | ----------------- |
| 14.12.2018 | Val-d’Isère (FRA)   | Absage wegen zu hoher Temperaturen, Mangels an Schnee und ungünstiger Wettervorhersagen. Kein Ersatzrennen. | Absage wegen zu hoher Temperaturen, Mangels an Schnee und ungünstiger Wettervorhersagen. Kein Ersatzrennen. | Absage wegen zu hoher Temperaturen, Mangels an Schnee und ungünstiger Wettervorhersagen. Kein Ersatzrennen. |                   |
| 24.02.2019 | Crans-Montana (SUI) | Federica Brignone                                                                                           | Roni Remme                                                                                                  | Wendy Holdener                                                                                              | Federica Brignone |

### Gesamtweltcupführende
| Name             | Von        | Ort          | Disziplin    | Bis            | Ort            | Disziplin      | Anzahl Rennen |
| ---------------- | ---------- | ------------ | ------------ | -------------- | -------------- | -------------- | ------------- |
| Tessa Worley     | 27.10.2018 | Sölden (AUT) | Riesenslalom | 17.11.2018     | Levi (FIN)     | Slalom         | 1             |
| Mikaela Shiffrin | 17.11.2018 | Levi (FIN)   | Slalom       | Gesamtsiegerin | Gesamtsiegerin | Gesamtsiegerin | 34            |

## Mannschaftswettbewerb
| Datum      | Ort          | 1. Platz                                                         | 2. Platz                                                                                                 | 3. Platz                                                               |
| ---------- | ------------ | ---------------------------------------------------------------- | --- | ---------------------------------------------------------------------- |
| 15.03.2019 | Soldeu (AND) | SchweizAline Danioth Wendy Holdener Daniel Yule Ramon Zenhäusern | NorwegenMina Fürst Holtmann Thea Louise Stjernesund Sebastian Foss Solevåg Leif Kristian Nestvold-Haugen | DeutschlandLena Dürr Christina Geiger Fabian Himmelsbach Anton Tremmel |

## Nationencup
| Rang | Land                   | Punkte |
| ---- | ---------------------- | ------ |
| 1    | Österreich             | 11581  |
| 2    | Schweiz                | 8102   |
| 3    | Norwegen               | 5716   |
| 4    | Italien                | 5685   |
| 5    | Frankreich             | 5543   |
| 6    | Vereinigte Staaten     | 3749   |
| 7    | Deutschland            | 3267   |
| 8    | Schweden               | 2501   |
| 9    | Slowenien              | 1678   |
| 10   | Kanada                 | 1545   |
| 11   | Slowakei               | 1398   |
| 12   | Liechtenstein          | 411    |
| 13   | Kroatien               | 370    |
| 14   | Vereinigtes Königreich | 358    |
| 15   | Tschechien             | 174    |
| 16   | Russland               | 145    |
| 17   | Neuseeland             | 100    |
| 18   | Bulgarien              | 95     |
| 19   | Andorra                | 60     |
| 20   | Belgien                | 35     |
| 21   | Finnland               | 32     |
| 22   | Serbien                | 29     |
| 23   | Polen                  | 28     |
| 24   | Japan                  | 17     |
| 25   | Südkorea               | 11     |
| 26   | Australien             | 9      |
| 27   | Argentinien            | 6      |

| Rang | Land                   | Punkte |
| ---- | ---------------------- | ------ |
| 1    | Österreich             | 6102   |
| 2    | Schweiz                | 4650   |
| 3    | Frankreich             | 4202   |
| 4    | Norwegen               | 3754   |
| 5    | Italien                | 2881   |
| 6    | Deutschland            | 1342   |
| 7    | Vereinigte Staaten     | 1251   |
| 8    | Slowenien              | 844    |
| 9    | Schweden               | 761    |
| 10   | Kanada                 | 503    |
| 11   | Kroatien               | 370    |
| 12   | Vereinigtes Königreich | 334    |
| 13   | Russland               | 140    |
| 14   | Bulgarien              | 95     |
| 15   | Slowakei               | 43     |
| 16   | Belgien                | 35     |
| 17   | Andorra                | 30     |
| 18   | Südkorea               | 11     |
| 19   | Japan                  | 9      |
| 20   | Finnland               | 8      |
| 21   | Tschechien             | 4      |

| Rang | Land                   | Punkte |
| ---- | ---------------------- | ------ |
| 1    | Österreich             | 5479   |
| 2    | Schweiz                | 3452   |
| 3    | Italien                | 2804   |
| 4    | Vereinigte Staaten     | 2498   |
| 5    | Norwegen               | 1962   |
| 6    | Deutschland            | 1925   |
| 7    | Schweden               | 1740   |
| 8    | Slowakei               | 1355   |
| 9    | Frankreich             | 1341   |
| 10   | Kanada                 | 1042   |
| 11   | Slowenien              | 834    |
| 12   | Liechtenstein          | 411    |
| 13   | Tschechien             | 170    |
| 14   | Neuseeland             | 100    |
| 15   | Andorra                | 30     |
| 16   | Serbien                | 29     |
| 17   | Polen                  | 28     |
| 18   | Finnland               | 24     |
| 18   | Vereinigtes Königreich | 24     |
| 20   | Australien             | 9      |
| 21   | Japan                  | 8      |
| 22   | Argentinien            | 6      |
| 23   | Russland               | 5      |

## Karriereende
| Herren - Erik Guay - Sandro Viletta - Patrick Küng - Aksel Lund Svindal - Thomas Mermillod Blondin - Werner Heel - Mattias Hargin - Thomas Fanara - Felix Neureuther - Philipp Schörghofer - Steve Missillier - Andreas Romar - Phil Brown - Marcel Hirscher | Damen - Lindsey Vonn - Frida Hansdotter - Chiara Costazza - Anna Hofer - Kristine Gjelsten Haugen - Taïna Barioz - Anne-Sophie Barthet - Margot Bailet - Adeline Mugnier |